# Csoma
Csoma là một thị trấn thuộc hạt Somogy, Hungary. Thị trấn này có diện tích 8,43 km², dân số năm 2010 là 440 người, mật độ 52 người/km².